# Успенська Марія Олексіївна
Успенська Марія Олексіївна (рос. Успенская Мария Алексеевна, англ. Maria Ouspenskaya; нар. 29 липня 1876, Тула, Російська імперія — пом. 3 грудня 1949, Лос-Анджелес, США) — російсько-американська акторка і театральний педагог. Молодою, в Росії, вона досягла успіху як актриса на театральній сцені, в США, як літня жінка, — в голлівудських фільмах.

## Біографія
Марія Успенська народилася в Тулі в родині адвоката. Вчилася співати у Варшаві та деякий час гастролювала в провінції. У 1917 році її прийняли до Московського художнього театру, де працювала під керівництвом Костянтина Станіславського та його помічника Леопольда Сулержицького. У той же час вона дебютувала в кіно, з'явившись у чотирьох німих фільмах.
Коли Московський художній театр перебував на гастролях в Сполучених Штатах Америки, і коли в 1922 році він прибув до Нью-Йорка, Успенська вирішила там залишитися. В Нью-Йорку в 1929 році вона спільно з польським актором Річардом Болеславським, заснувала Школу драматичного мистецтва, активно пропагуючи в ній метод Станіславського. Однією з учениць Успенської в цей період була Енн Бакстер, тоді ще невідома, підліток, яка у 1946 році стала володаркою премії «Оскар» за роль у фільмі «Лезо бритви».
Протягом наступного десятиліття Марія Успенська регулярно виступала в бродвейських постановках граючи переважно ролі старших жінок. У 1930-х роках, Успенська також відкрила Школу танцю Марії Успенської на вулиці Вайн в Лос-Анджелесі. Серед її учнів була Мардж Чемпіон, модель для головної героїні мультфільму «Білосніжка і семеро гномів» (1937) Волта Діснея.

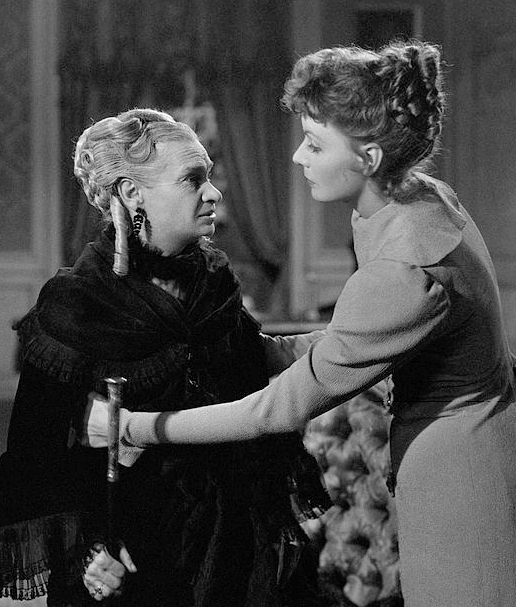
Марія Успенська і Грета Гарбо. 1937

Фінансові проблеми її школи змусили Успенську шукати шляхи здобуття коштів у Голлівуді. Незважаючи на свій помітний російський акцент, вона все ж знайшла роботу в Голлівуді, граючи європейських персонажів різного національного походження. Її першою голлівудською роботою була роль у фільмі «Додсворт» (1936), яка принесла їй номінацію на «Оскар» за найкращу жіночу роль другого плану. Її поява на екрані (на чотири хвилини) в цьому фільмі стала однією з найкоротших за всю історію цієї номінації. Вона отримала другу номінацію на премію «Оскар» за роль у фільмі «Любовні справи» (1939), в якому пробула на екрані загалом десять хвилин.
Серед її наступних ролей в Голлівуді — стара циганка Малева у фільмі жахів «Людина-вовк» (1941) та «Франкенштейн зустрічає людину-вовка» (1943). Іншими фільмами, в яких вона знялася, були: «Дощі прийшли» (1939), «Міст Ватерлоо» (1940), «Танцюй, дівчинко, танцюй» (1940), «Смертельна буря» (1940), «Чарівна куля доктора Ерліха» (1940).
Марія Успенська померла від інсульту в грудні 1949 року після серйозних опіків, отриманих під час пожежі в своєму будинку, де вона заснула з цигаркою в руці.

## Фільмографія
- 1915 — Цвіркун на печі
- 1916 — Нікчемні
- 1917 — Квіти запізнілі
- 1920 — Хвеска
- 1929 — Танька-шинкарка
- 1936 — «Додсворт»[en] — баронеса фон Оберсдорф
- 1937 — Підкорення — графиня Пелагея Валевська
- 1939 — «Любовні справи»[en] — бабуся Жану
- 1939 — Прийшли дощі — Махарани
- 1940 — Магічна куля доктора Ельріха — Франциска Спайер
- 1940 — «Міст Ватерлоо»  — мадам Ольга Кірова
- 1940 — Смертельний шторм — Гільда Брайтнер
- 1940 — Чоловік, за якого я вийшла заміж — фрау Герхардт
- 1940 — Танцюй, дівчинко, танцюй — мадам Лідія Басілова
- 1941 — «Людина-вовк»[en] — стара циганка Малева
- 1941 — Жорстокий Шанхай — Ама
- 1942 — Кінгс Роу — мадам Марія фон Ельзи
- 1943 — Франкенштейн зустрічає людину-вовка — стара циганка Мальва
- 1945 — Тарзан і амазонки — королева амазонок
- 1946 — Я завжди любив тебе — мадам Горонофф
- 1949 — Поцілунок у темряві — мадам Карина